# Ecnomus relictus
Ecnomus relictus är en nattsländeart som beskrevs av Vaillant 1953. Ecnomus relictus ingår i släktet Ecnomus och familjen trattnattsländor. Inga underarter finns listade i Catalogue of Life.